# Habropogon longiventris
Habropogon longiventris är en tvåvingeart som beskrevs av Friedrich Hermann Loew 1847. Habropogon longiventris ingår i släktet Habropogon och familjen rovflugor. Inga underarter finns listade i Catalogue of Life.